# Hyalobelemnospora amazonica
Hyalobelemnospora amazonica är en svampart som beskrevs av Matsush. 1993. Hyalobelemnospora amazonica ingår i släktet Hyalobelemnospora, ordningen Pleosporales, klassen Dothideomycetes, divisionen sporsäcksvampar och riket svampar.   Inga underarter finns listade i Catalogue of Life.